# 2019 у легкій атлетиці
Найбільшим легкоатлетичним змаганням 2019 року став Чемпіонат світу з легкої атлетики, що відбувся у Досі.

## Найбільші змагання

### Глобальні
- Чемпіонат світу з легкої атлетики 2019
- Чемпіонат світу з кросу 2019
- Світові естафети ІААФ 2019
- Діамантова ліга ІААФ 2019
- Світовий тур ІААФ у приміщенні 2019
- Чемпіонат світу з трейлу 2019
- Легка атлетика на Літній універсіаді 2019

### Європи
- Чемпіонат Європи з легкої атлетики в приміщенні 2019
- Командний чемпіонат Європи з легкої атлетики 2019
- Командний чемпіонат Європи з легкоатлетичних багатоборств 2019
- Кубок Європи з бігу на 10000 метрів 2019
- Кубок Європи з метань 2019
- Кубок Європи зі спортивної ходьби 2019
- Легка атлетика на Європейських іграх 2019
- Чемпіонат Європи з легкої атлетики серед молоді 2019
- Чемпіонат Європи з легкої атлетики серед юніорів 2019
- Чемпіонат Європи з гірського бігу 2019

### Інші континентальні
- Легка атлетика на Панамериканських іграх 2019
- Легка атлетика на Африканських іграх 2019
- Чемпіонат Азії з легкої атлетики 2019
- Чемпіонат Південної Америки з легкої атлетики 2019
- Чемпіонат Океанії з легкої атлетики 2019

### Українські
- Чемпіонат України з легкої атлетики 2019
- Чемпіонат України з легкої атлетики серед молоді 2019
- Чемпіонат України з легкої атлетики серед юнаків 2019
- Чемпіонат України з легкої атлетики серед юніорів 2019
- Чемпіонат України з легкої атлетики в приміщенні 2019
- Чемпіонат України з легкої атлетики в приміщенні серед молоді 2019
- Чемпіонат України з легкої атлетики в приміщенні серед юнаків 2019
- Чемпіонат України з легкої атлетики в приміщенні серед юніорів 2019

## Нагороди

### Чоловіки
| Нагорода                                    | Атлет            | Примітки |
| ------------------------------------------- | ---------------- | -------- |
| Легкоатлет року (Світова легка атлетика)    | Еліуд Кіпчоґе    | [ 1 ]    |
| Зірка, яка сходить (Світова легка атлетика) | Селемон Барега   | [ 1 ]    |
| Легкоатлет року в Європі                    | Карстен Варгольм | [ 2 ]    |
| Зірка, яка сходить, в Європі                | Ніклас Кауль     | [ 2 ]    |
| Найкращий легкоатлет України                | Михайло Кохан    | [ 3 ]    |
| Зірка, яка сходить (Україна)                | Михайло Кохан    | [ 3 ]    |

### Жінки
| Нагорода                                    | Атлетка          | Примітки |
| ------------------------------------------- | ---------------- | -------- |
| Легкоатлетка року (Світова легка атлетика)  | Далайла Мухаммад | [ 1 ]    |
| Зірка, яка сходить (Світова легка атлетика) | Ярослава Магучіх | [ 1 ]    |
| Легкоатлетка року в Європі                  | Марія Ласіцкене  | [ 2 ]    |
| Зірка, яка сходить, в Європі                | Ярослава Магучіх | [ 2 ]    |
| Найкраща легкоатлетка України               | Ярослава Магучіх | [ 3 ]    |
| Зірка, яка сходить (Україна)                | Ярослава Магучіх | [ 3 ]    |

- 6 березня, за поданням Федерації легкої атлетики України та Міністерства молоді та спорту України, Президент України своїм Указом № 58/2019 «Про відзначення державними нагородами України з нагоди Міжнародного жіночого дня» [Архівовано 17 травня 2021 у Wayback Machine.] за особистий внесок в розвиток Української держави, багаторічну сумлінну працю та високий професіоналізм нагородив Олімпійську чемпіонку-1960 зі стрибків у довжину Віру Крепкіну — орденом Княгині Ольги ІІ ступеню, а дворазову чемпіонку Європи (2016 та 2018) з бігу на 800 метрів Наталію Прищепу та тренера Юлії Левченко та Ірини Геращенко Ірину Пустовойт — орденом Княгині Ольги ІІІ ступеню[4].
- 3 липня на «Площі Зірок», що в Києві поблизу Палацу спорту, з'явилася перша зірка, на якій викарбувано ім'я легкоатлета. Її урочисто відкрили на честь дворазового олімпійського чемпіона Валерія Борзова[5].
- 15 липня Президент України своїм Указом № 522/2019 «Про відзначення державними нагородами України членів національної збірної команди України на II Європейських іграх» [Архівовано 7 грудня 2019 у Wayback Machine.] постановив нагородити орденами та медалями українських легкоатлетів (за досягнення високих спортивних результатів на II Європейських іграх у Мінську, виявлені самовідданість та волю до перемоги, піднесення міжнародного авторитету України) та їх тренерів (за значний особистий внесок у підготовку спортсменів міжнародного класу, забезпечення високих спортивних результатів національною збірною командою України на II Європейських іграх), а також присвоїти їм почесні звання:
  - орденом «За заслуги» І ступеня — Богдана Бондаренка
  - орденом «За заслуги» ІІ ступеня — Сергія Смелика
  - орденом «За заслуги» ІІІ ступеня — Євгена Гуцола, Данила Даниленка, Олега Миронця, Олексія Позднякова, Андрія Проценка, Станіслава Сеника, Богдана Чорномаза, Артема Шаматрина
  - орденом княгині Ольги II ступеня — Тетяну Мельник, Наталію Прищепу, Анну Рижикову, Христину Стуй
  - орденом княгині Ольги III ступеня — Марину Бех-Романчук, Ганну Гацько-Федусову, Крістіну Гришутіну, Яну Качур, Аліну Логвиненко, Ольгу Ляхову, Анну Плотіцину
  - медаллю «За працю і звитягу» — Сергія Басенка (тренера Х. Стуй), Віктора Бондаренка (тренера Б. Бондаренка), Юрія Горбаченка (тренера К. Гришутіної), Володимира Федорця (тренера Т. Мельник та Я. Качур)
  - Заслужений працівник фізичної культури і спорту України — Олені Вегнер (тренеру Д. Даниленка), Геннадію Зуєву (тренеру А. Проценка), Володимиру Кравченку (тренеру А. Рижикової), Вадиму Крушинському (тренеру М. Бех-Романчук), Тетяні Ляховій (тренеру О. Ляхової), Михайлу Марченку (тренеру О. Позднякова), Івану Павлюку (тренеру О. Миронця), Олександру Паламарчуку (тренеру А. Плотіциної), Михайло Перегінець (тренеру С. Сеника), Леоніду Пилипею (тренеру Є. Гуцола), Андрію Попеляєву (тренеру Н. Прищепи), Анастасії Рабченюк (тренеру Б. Чорномаза та А. Шаматрина), В'ячеславу Римку (тренеру Г. Гацько-Федусової), Тетяні Серорез (тренеру С. Смелика), Анатолію Чумаку (тренеру А. Логвиненко).
- 13 вересня Президент України своїм Указом № 696/2019 «Про відзначення державними нагородами України з нагоди Дня фізичної культури і спорту» [Архівовано 29 жовтня 2020 у Wayback Machine.] за вагомий особистий внесок у розвиток та популяризацію фізичної культури і спорту в Україні, досягнення високих спортивних результатів та багаторічну плідну професійну діяльність постановив нагородити призерку Олімпійських ігор з легкої атлетики Наталію Пигиду орденом княгині Ольги III ступеня та присвоїти почесне звання «Заслужений працівник фізичної культури і спорту України» президентові Федерації легкої атлетики Вінницької області Олені Бех, почесному голові Закарпатського обласного відділення Національного олімпійського комітету України Леоніду Городному та тренерові-викладачу відділення Львівської школи вищої спортивної майстерності Валерію Лебедюку.

## Рекордні результати
Нижче наводяться світові, європейські та українські рекорди та вищі досягнення, встановлені впродовж 2019 спортсменами у віковій групі дорослих.

### Чоловіки
| Рекорд | Дисципліна             | Результат | Атлет                                                                        | Дата        | Місто         | Примітки      |
| ------ | ---------------------- | --------- | ---------------------------------------------------------------------------- | ----------- | ------------- | ------------- |
| WIB    | 4×1 милі               | 16.03,68  | Brooks Beasts Девід Рібіч Генрі Вінн Бреннон Кіддер Айзек Йоркс              | 26 січня    | Нью-Йорк      | [ 6 ]         |
| ER     | Напівмарафон           | 59.13     | Жульєн Вандерс                                                               | 8 лютого    | Рас-ель-Хайма | [ 7 ]         |
| WIR    | 4×400 метрів           | 3.01,51   | Університет Г'юстона Амер Леттін Обі Ігбокве Джермейн Голт Камарі Монтгомері | 9 лютого    | Клемсон       | [ 8 ] [ 9 ]   |
| WIR    | 1500 метрів            | 3.31,04   | Самуель Тефера                                                               | 16 лютого   | Бірмінгем     | [ 10 ]        |
| WR ER  | 5 кілометрів           | 13.29     | Жульєн Вандерс                                                               | 17 лютого   | Монако        | [ 11 ] [ 12 ] |
| WIB    | 600 метрів             | 1.13,77   | Донаван Брейзер                                                              | 24 лютого   | Нью-Йорк      | [ 13 ] [ 14 ] |
| =EIR   | 400 метрів             | 45,05     | Карстен Варгольм                                                             | 2 березня   | Глазго        | [ 15 ]        |
| WIR    | 1 миля                 | 3.47,01   | Йоміф Кеджелча                                                               | 3 березня   | Бостон        | [ 16 ] [ 17 ] |
| WR     | 5 кілометрів           | 13.29     | Едвард Чесерек                                                               | 7 квітня    | Карлсбад      | [ 18 ]        |
| ER     | 400 метрів з бар'єрами | 47,33     | Карстен Варгольм                                                             | 13 червня   | Осло          | [ 19 ]        |
| ER     | 400 метрів з бар'єрами | 47,12     | Карстен Варгольм                                                             | 20 липня    | Лондон        | [ 20 ] [ 21 ] |
| ER     | 400 метрів з бар'єрами | 46,92     | Карстен Варгольм                                                             | 29 серпня   | Цюрих         | [ 22 ] [ 23 ] |
| WR     | Напівмарафон           | 58.01     | Джеффрі Камворор                                                             | 15 вересня  | Копенгаген    | [ 24 ] [ 25 ] |
| ER     | 4×100 метрів           | 37,36     | Велика Британія Адам Джемілі Жарнел Г'юз Річард Кілті Нетаніел Мітчелл-Блейк | 5 жовтня    | Доха          | [ 26 ]        |
| WR     | 5 кілометрів           | 13.22     | Роберт Кетер                                                                 | 9 листопада | Лілль         | [ 27 ]        |
| WR     | 10 кілометрів          | 26.38     | Джошуа Чептегей                                                              | 1 грудня    | Валенсія      | [ 28 ]        |
| ER     | Марафон                | 2:04.16   | Каан Озбілен                                                                 | 1 грудня    | Валенсія      | [ 29 ]        |

### Жінки
| Рекорд | Дисципліна                | Результат | Атлет              | Дата         | Місто    | Примітки      |
| ------ | ------------------------- | --------- | ------------------ | ------------ | -------- | ------------- |
| WR ER  | 5 кілометрів (жіночий)    | 14.44     | Сіфан Гассан       | 17 лютого    | Монако   | [ 11 ] [ 12 ] |
| WR     | Ходьба 50 кілометрів      | 3:59.15   | Лю Хун             | 9 березня    | Хуаншань | [ 30 ]        |
| ER     | Ходьба 50 кілометрів      | 4:04.50   | Елеонора Джорджі   | 19 травня    | Алітус   | [ 31 ]        |
| NR     | Ходьба 50 кілометрів      | 4:15.50   | Валентина Мирончук | 19 травня    | Алітус   |               |
| WB     | 300 метрів                | 34,41     | Шона Міллер-Уйбо   | 20 червня    | Острава  | [ 32 ]        |
| ER     | 3000 метрів               | 8.18,49   | Сіфан Гассан       | 30 червня    | Стенфорд | [ 33 ]        |
| WR ER  | 1 миля                    | 4.12,33   | Сіфан Гассан       | 12 липня     | Монако   | [ 34 ]        |
| ER     | 5000 метрів               | 14.22,12  | Сіфан Гассан       | 21 липня     | Лондон   | [ 35 ]        |
| WR     | 400 метрів з бар'єрами    | 52,20     | Далайла Мухаммад   | 28 липня     | Де-Мойн  | [ 36 ]        |
| ER     | 10 кілометрів (змішаний)  | 30.05     | Лона Салпетер      | 1 вересня    | Тілбург  | [ 37 ]        |
| WB     | 2000 метрів з перешкодами | 5.52,80   | Геза Краузе        | 1 вересня    | Берлін   | [ 38 ]        |
| WR     | 400 метрів з бар'єрами    | 52,16     | Далайла Мухаммад   | 4 жовтня     | Доха     | [ 39 ]        |
| WR     | Марафон (змішаний)        | 2:14.04   | Бріджід Косгей     | 13 жовтня    | Чикаго   | [ 40 ]        |
| WB     | 15 кілометрів             | 44.20     | Летесенбет Гідей   | 17 листопада | Неймеген | [ 41 ]        |

### Змішані
| Рекорд | Дисципліна   | Результат | Атлет                                                    | Дата       | Місто | Примітки |
| ------ | ------------ | --------- | -------------------------------------------------------- | ---------- | ----- | -------- |
| WR     | 4×400 метрів | 3.12,42   | Тайрелл Річард Джессіка Беард Джасмін Блокер Огі Ігбокве | 28 вересня | Доха  | [ 42 ]   |
| ER     | 4×400 метрів | 3.12,80   | Раба Юсіф Зої Кларк Емілі Даймонд Мартін Руні            | 28 вересня | Доха  | [ 42 ]   |

## 2019 у легкій атлетиці України

### Січень
- Українська спринтерка Наталія Погребняк, яка раніше змінила українське громадянство на російське, отримала від ІААФ дозвіл виступати на внутрішньоросійських легкоатлетичних змаганнях[43].
- 26 січня 17-річна дніпрянка Ярослава Магучіх на змаганнях зі стрибків у висоту «Skakani Hustopece» у чеськомі містечку Густопече подолала 1,99 м, тим самим повторивши світовий рекорд в приміщенні серед юніорів, який з 2016 року належав американці Вашті Каннінгем[44][45].
- 28-30 січня в легкоатлетичному манежі Сумського державного університету пройшов чемпіонат України в приміщенні серед юнаків. На чемпіонаті було встановлено два національних рекорди в приміщенні серед юнаків — вінничанин Богдан Колесник набрав у семиборстві 4988 очок, а донеччанка Кристина Юрчук подолала 60 метрів з бар'єрами (висота бар'єрів 76,2 см) за 8,65. Загальний залік юнацького чемпіонату України в приміщенні виграла команда Донецької області[46].

### Лютий
- 4-5 лютого в легкоатлетичному манежі Сумського державного університету пройшов чемпіонат України в приміщенні серед юніорів. На чемпіонаті Роман Войцешук набрав у семиборстві 5337 очок, встановивши новий національний рекорд в приміщенні серед юніорів. Командний залік юніорського чемпіонату України виграла збірна Київської області, другими стали харків'яни, третіми — представники Дніпропетровщини[47].
- 7-9 лютого в легкоатлетичному манежі Сумського державного університету пройшов чемпіонат України в приміщенні серед дорослих та молоді. Родзинкою чемпіонату стали змагання серед жінок у секторі для стрибків у висоту. Всі призерки (Юлія Левченко, Ірина Геращенко, Катерина Табашник) подолали 1,97, і лише за спробами чемпіонство виборола Юлія Левченко[48].
- 13 лютого киянка Юлія Левченко підняла планку національного молодіжного рекорду серед стрибків у висоту в приміщенні до 2,00 м, перемігши на змаганнях Meeting Féminin Val d'Oise у французькому Обонні[49].
- 15-17 лютого в Мукачеві пройшов зимовий чемпіонат України з легкоатлетичних метань серед атлетів чотирьох вікових категорій (дорослі, молодь, юніори, юнаки). Найбільше уваги привернув виступ 18-річного Михайла Кохана, який переміг у змаганнях серед молоді (вага снаряду — 7,260 кг) з дуже високим особистим рекордом — 76,24[50].
- На чемпіонаті Асоціації Балканських легкоатлетичних федерацій (ABAF) у приміщенні, який відбувся 16 лютого в Стамбулі українці виграли сім медалей — чотири золоті і три срібні. Марина Бех-Романчук оформила перемогу зі стрибків у довжину (6,76). Анна Красуцька виграла змагання з потрійного стрибка з результатом 13,77. Євген Гуцол став чемпіоном з бігу на 800 метрів (1.48,52). Золоту крапку у виступах українців поставила жіноча команда в естафеті 4×400 метрів. Катерина Климюк, Тетяна Мельник, Анастасія Бризгіна та Анна Рижикова перемогли з часом 3.33,76. Яна Качур у фіналі з бігу на 60 метрів стала другою з часом 7,35. Ганна Чубковцова на старті 60-метрівки з бар'єрами програвала суперницям, проте на другій половині дистанції зуміла надолужити втрачене і на фініші була другою (8,24). Другим був і Віталій Бутрим на дистанції 400 метрів (47,09)[51].
- 25-26 лютого Мінськ приймав міжнародну матчеву зустріч юніорів між збірними командами Азербайджану, Білорусі, Естонії, Ізраїлю, Іспанії, Казахстану, Латвії, Литви, Туреччини та України. Участь у змаганнях також брали спортсмени з Росії, які виступали під нейтральним прапором і чиї результати не входили до командного заліку. Після першого дня змагань українці посідали друге місце у командному заліку, трьома очками поступаючись збірним Білорусі і Туреччини. Проте у другий ситуація у першій трійці змінювалася ледь не з кожним видом. Зрештою, саме збірна України перемогла з сумою 195 очок. Іспанці другі (185 очок), а білоруси замкнули першу трійку (182 очка). Перемоги у своїх дисциплінах вибороли Андрій Краковецький (1500 метрів, 3.54,30), Артем Коноваленко (потрійний, 16,07), Олег Дорощук (висота, 2,16), Кристина Юрчук (60 м з/б, 8,62), змішана естафетна команда 4×200 м (Кристина Юрчук, Єва Подгородецька, Ярослав Демченко, Кирило Приходько), Роман Войцешук (семиборство, 5316), Тетяна Кравченко (ядро, 14,67)[52].
- 27 лютого Athletics Integrity Unit оприлюднив повідомлення про дискваліфікацію Руслана Дмитренка до 4 травня 2020 за порушення антидопінгових правил з анулюванням усіх результатів спортсмена, показаних за період з 14 серпня 2009 до 3 серпня 2012[53]. Звістка про початок антидопінгового розслідування з'явилась незадовго до Командного чемпіонату світу-2018, в якому спортсмен мав брати участь і від якої він відмовився[54].

### Березень
- 1-3 березня в Глазго відбувся чемпіонат Європи з легкої атлетики в приміщенні. Команда України взяла участь у змаганнях у складі 33 спортсменів[55] та посіла 17 місце у медальному заліку з п'ятьма медалями. Срібні нагороди вибороли в стрибках у висоту Андрій Проценко (2,26) та Юлія Левченко (1,99). Бронзовими призерами стали Марина Бех-Романчук (стрибки у довжину; 6,84), Ольга Саладуха (потрійний стрибок; 14,47) та Ольга Ляхова (800 метрів; 2.03,24).
- 6 березня Стамбул приймав міжнародну матчеву зустріч U18 у приміщенні збірних Білорусі, Казахстану, Туреччини, України, Франції. Українська команда посіла четверте місце (83 очка), двома пунктами поступившись білорусам. У турків 87 очок і друге місце. А перемогли зі 115 очками французи. Перші місця серед наших портсменів вибороли троє. Світлана Жульжик була поза конкуренцією на дистанції 800 метрів. Вона перемогла з часом 2.07,62. Ще одну перемогу Україні принесла Дар'я Озерянова. У секторі для стрибків у висоту вона з першої спроби подолала 1,75. Марія Горєлова перемогла у стрибках в довжину (5,96)[56].
- 9-10 березня у словацькому Шаморіні пройшов щорічний Кубок Європи з метань. Переможці визначались у чотирьох метальних дисциплінах серед дорослих та молоді. Україніці посіли три призові місця в індивідуальному заліку. 18-річний Михайло Кохан у змаганнях з метання молота серед молоді переміг з особистим рекордом — 76,68, що дозволило йому піднятись на четверту сходинку за всі часи у рейтингу юніорів, що метали молот «дорослої» ваги (7,26 кг). Треті місця посіли Ірина Климець у метанні молота серед жінок (72,53) та Руслан Валітов у метанні диска серед молоді (55,93). Жіноча молодіжна збірна України перемогла у командному заліку. Чоловіча збірна України виграла бронзові медалі, а у віковій категорії U23 наші чоловіки були другими. Жіноча збірна була четвертою[57][58].
- 29 березня Спортивний арбітражний суд підтвердив 8-річну дискваліфікацію Ольги Земляк та 4-річну дискваліфікацію Олесі Повх за порушення анти-допінгових правил, що була накладена рішенням Виконкому ФЛАУ від 2 лютого 2018[59][60]. Це рішення стало знаковим у боротьбі з допінгом, адже вперше в історії легкоатлети були дискваліфіковані за аномальні показники тестостерону в крові[61]
- 30 березня в датському Орхусі відбувся черговий чемпіонат світу з кросу. Участь у чемпіонаті взяли четверо українців. Дарія Михайлова посіла в дорослому жіночому забігу 24-місце (38.41). У змаганнях серед чоловіків Україну представляв Василь Коваль. З результатом 38.44 він став 126-м. Василь Сабуняк з результатом 29.01 посів 89-е місце, а Іванна Кух з часом 24.30 стала 79-ю в юніорських забігах[62].

### Квітень
- 6-7 квітня у столиці України відбувся дев'ятий за ліком київський міжнародний півмарафон — 9th Nova Poshta Kyiv Half Marathon. За 2 дні на різних дистанціях заходу на старт вийшли майже 13000 учасників з 57 країн світу, а підтримували любителів бігу на вулицях міста понад 30000 уболівальників. Перемогу цьогоріч святкували представники Кенії, серед жінок з рекордом траси перше місце виборола Кімелі Дейзі Джепту, знявши з минулорічного рекорду траси Вікторії Калюжної близько 3-х хвилин (1:10.52). У чоловіків перемогу здобув Санг Бернард Черуйот з часом 1:03.42. Маршрут півмарафону пролягав колом вздовж Дніпра, а старт і фініш спортсменів відбувався на Контрактовій площі. 9th Nova Poshta Kyiv Half Marathon вже другий рік поспіль проводить подію із відзнакою IAAF Bronze Label, що гарантує проведення змагань на найвищому рівні з відповідністю світовим стандартам якості, безпеки і обслуговування. І вже цього року організатори заходу виконували вимоги для отримання статусу Silver Label на майбутній рік, і тепер очікують підтвердження від офіційних представників IAAF. Крім того, у рамках півмарафону вперше в Україні відбувся Чемпіонат Балканських Країн з легкої атлетики під егідою Асоціації Балканських легкоатлетичних федерацій (АБАФ). Лише рік тому Україна увійшла до її складу. Чемпіонство тут здобули представники України. У жінок перемогу виборола Дарія Михайлова з результатом 1:11.49, що стало оновленням її особистого результату на півмарафоні, а у чоловіків переміг Роман Романенко — 1:04.35. Загалом дистанцію півмарафону вийшли долати понад 5300 бігунів, а це на понад 1500 більше порівняно з минулим роком. Також збільшилося і представництво різних країн. Цього року гостями півмарафону стали 57 країн світу[63].
- 20 квітня грецьке місто Александруполіс приймало чемпіонат Асоціації Балканських легкоатлетичних федерацій (ABAF) зі спортивної ходьби, який приніс Україні три медалі. У віковій категорії U18 на п'єдестал піднялися відразу двоє українців — Микола Рущак і Павло Суслов. При цьому на фініші наших спортсменів розділили соті секунди. Рущак подолав дистанцію 10 км за 44.25,61, а Суслов замкнув трійку призерів (44.25,78). Переміг Мустафа Текдал з Туреччини (44.10). Ще одне срібло у складі української команди виграв Ігор Гончаренко. Він став другим на дистанції 10 км серед юніорів (44.40), де інший наш атлет, Владислав Бірюков, посів шосте місце (46.20). У змаганнях серед юніорок Дарина Касян була п'ятою (49.45), а Аліна Ткач — шостою (52.06). На чоловічій «двадцятці» Україну представляв Олексій Білорус. З часом 1:28.39 год він був четвертим[64].
- 28 квітня українка Вікторія Хапіліна виграла Краковський марафон з особистим рекордом, рекордом траси та нормативом на Олімпіаду в Токіо (2:28.03). Крім цього, показаний результат дозволив Вікторії піднятись на 8 місце в рейтингу українських марафонок за всі часи[65].

### Травень
- 3 травня Ярослава Магучіх на першому старті літнього сезону перемогла на першому етапі «Діамантової ліги», який приймала столиця майбутнього чемпіонату світу Доха. Українка з другої спроби подолала 1,96 метрів, забезпечила собі цим результатом перемогу і на додачу виконала олімпійський норматив на Ігри у Токіо-2020. У свої 17 Магучіх стала наймолодшою переможницею на етапі «Діамантової ліги» в історії[66].
- 11-12 травня у Йокогамі відбулась чергова першість Світових естафет ІААФ. Україна на змаганнях була представлена трьома командами — жіночою і чоловічою естафетними командами 4×100 метрів та жіночою естафетною командою 4×400 метрів. Чоловіча збірна в естафеті 4×100 метрів у складі Олександра Соколова, Еміля Ібрагімова, Володимира Супруна та Сергія Смелика в підсумковому заліку за результатами забігів показала 14-й результат (38,84) та не змогла пробитися до фіналу. Жіноча естафетна команда 4×100 метрів у складі Анни Плотіциної, Христини Стуй, Яни Качур та Марії Мокрової з часом 44,55 також посіла 14-ту сходинку за підсумками забігів, що не довзолило потрапити їй до фіналу. Жіноча естафетна команда 4×400 метрів у складі Катерини Клюмюк, Аліни Логвиненко, Тетяни Мельник та Анни Рижикової виграла свій забіг, але згодом була дискваліфікована через порушення Тетяною Мельник правил (штовхання суперниці в очікуванні передачі естафети)[67].
- 19 травня збірна України виграла три медалі Кубка Європи зі спортивної ходьби, що відбувся в литовському Алітусі. На дистанціях 50 кілометрів як серед чоловіків, так і серед жінок українці стали переможцями у командному заліку, а чоловіча команда на 20 кілометрів виграла бронзові медалі. За чоловічу команду на 50 км йшли Іван Банзерук, Валерій Літанюк, Сергій Будза та Дмитро Собчук. У складі жіночої команди на 50 км виступали Валентина Мирончук, Олена Собчук, Христина Юдкіна і Людмила Шелест. У складі чоловічої команди на 20 кілометрів бронзові медалі для України завоювали Іван Лосєв, Едуард Забуженко, Віктор Шумік і Олег Свистун[68]. Валентина Мирончук, Олена Собчук та Христина Юдкіна показали другий, третій та п'ятий час в історії української жіночої ходьби на 50 кілометрів.
- 25 травня Маріуполь вперше у власній історії прийняв національну першість. На реконструйованому стадіоні «Спартак»[69] були визначені чемпіони України з бігу на 10000 метрів серед дорослих, молоді та юніорів. Для дорослих спортсменів ці змагання були відбірковими для участі в складі збірної України на Кубку Європи з бігу на 10000 метрів. Чемпіонами України в цій дисципліні серед дорослих вперше стали киянин Богдан-Іван Городиський (28.49,97) та представниця Київської області Дар'я Михайлова (32.44,70)[70].

### Червень
- 6 червня Богдан Бондаренко переміг на етапі «Діамантової ліги» в Римі з повторенням найкращого результату сезону в світі (2,31 м)[71].
- 9 червня Ірина Геращенко перемогла на змаганнях «Pfingstsportfest» в німецькому Релінгені з особистим рекордом та найкращим результатом сезону в світі. Українка з першої спроби подолала 1,99 метрів, виконавши олімпійський норматив на Ігри у Токіо-2020. Показаний Іриною результат дозволив їй піднятись на 7 місце серед найкращих українських стрибунок у висоту за всі часи[72].
- 16 червня Богдан Бондаренко вдруге в сезоні переміг на етапі «Діамантової ліги». Цього разу в Рабаті для перемоги йому вистачило 2,28 м[73].
- 28 червня збірна України перемогла в командній першості на ІІ Європейських іграх[74].
- 29 червня Андрій Василевський на чемпіонаті України серед юніорів встановив новий юніорський рекорд України з бігу на 110 метрів з бар'єрами (висота бар'єрів — 99 см) — 13,71[75].
- 30 червня 17-річна дніпрянка Ярослава Магучіх на етапі «Діамантової ліги» у Стенфорді переписала світову історію зі стрибків у висоту, ставши наймолодшою атлеткою, яка подолала 2 метри, що стало також юніорським рекордом України[76].

### Липень
- 7 липня киянин Богдан-Іван Городиський на Кубку Європи з бігу на 10000 метрів в Лондоні показав час 28.27,44, що дозволило йому піднятись на 10-ту сходинку в рейтингу українських атлетів на цій дистанції за всю історію[77].
- 8-13 липня в Неаполі відбулись легкоатлетичні змагання Літньої універсіади. В підсумку українські легкоатлети посіли друге місце в медальному заліку з 5 золотими та 3 срібними нагородами. Чемпіонами стали жіноча команді з естафетного бігу 4×400 метрів (Марія Миколенко, Анастасія Голєнєва, Катерина Климюк, Тетяна Мельник; 3.30,82), Юлія Чумаченко у стрибках у висоту (1,94), Марина Бех-Романчук у стрибках у довжину (6,84), Ольга Корсун у потрійному стрибку (13,90) та Ірина Климець у метанні молота (71,25). Володарями срібних медалей стали Сергій Регеда у метанні молота (74,27), жіноча збірна у межах командної першості зі спортивної ходьби на 20 кілометрів (Олена Собчук, Марія Філюк, Валентина Мирончук) та Ірина Геращенко у стрибках у висоту (1,91).
- 11-14 липня в Євле відбувся Чемпіонат Європи з легкої атлетики серед молоді. В підсумку українські легкоатлети посіли 13 місце в медальному заліку. Юлія Левченко захистила чемпіонський титул у стрибках у исоту, вигравши змагання з результаом 1,97. У чоловічому метанні молота Михайло Гаврилюк здобув бронзову нагороду (72,21).
- 18-21 липня в Буросі відбувся Чемпіонат Європи з легкої атлетики серед юніорів. Українська збірна в медальному заліку завершила змагання на 4 сходинці з шістьма медалями (чотири золоті та дві зрібні нагороди. Чемпіонами Європи стали Михайло Кохан з юніорським рекордом Європи з метання молота (84,73), Артем Коноваленко (16,50; потрійний), Валерія Іваненко (65,83; метання молота), Ярослава Магучіх (1,92; стрибки у висоту). Володарями срібних медалей стали Ілля Кравченко у стрибках з жердиною (5,31) та Олег Дорощук у стрибках у висоту (2,14)[78][79][80][81].

### Серпень
- 9-11 серпня у Бидгощі завершився командний чемпіонат Європи з легкої атлетики (Суперліга). Особливістю цьогорічних змагань було те, що відразу п'ять збірних з 12-ти залишали за їх підсумками елітний дивізіон, оскільки в 2021 році в Суперлізі виступатиме лише 8 команд. Впродовж всього чемпіонату збірна України вела боротьбу з Чехією за останнє, сьоме місце, яке давало право на збереження прописки в Суперлізі. Після другого дня українці та чехи мали однакову кількість очок, і в заключний день нам все-таки вдалося випередити головних конкурентів. У підсумку Україна з 225 очками посіла сьоме місце, випередивши чехів на 5,5 очок. Виграли чемпіонат Європи господарі, поляки. Срібло — у Німеччини, бронза — у Франції. Залишили Суперлігу чехи, шведи, греки, фіни та швейцарці. Замість них до еліти зайшов переможець першої ліги — Португалія[82].
- 21-23 серпня в Луцьку на стадіоні «Авангард» відбувся черговий чемпіонат України з легкої атлетики серед дорослих спортсменів. Спочатку чемпіонат був запланований до проведення у Кропивницькому на стадіоні «Зірка». Проте, власники стадіону не встигли відновити пошкоджене покриття бігових доріжок до початку чемпіонату, тому Виконкомом ФЛАУ і було ухвалене рішення щодо перенесення змагань з Кропивницького до Луцька[83].
- 29 серпня Андрій Проценко став переможцем Діамантової ліги ІААФ-2019 у стрибках у висоту, перемігши у фінальному старті в Цюриху з результатом 2,32[84].

### Вересень
- 2-3 вересня Правець приймав чемпіонат Асоціації Балканських легкоатлетичних федерацій (ABAF). Українські легкоатлети виграли 18 нагород, дев'ять з яких золоті, чотири срібні і п'ять бронзові, і з цим показником стали першими в медальній таблиці[85].
- 10 вересня на матчевій зустрічі збірних Європи та США у Мінську киянка Юлія Левченко виграла змагання у стрибках у висоту з новим молодіжним (U23) рекордом країни (2,02). Цей результат також дозволив їй піднятися на другу сходинку у рейтингу вітчизняних стрибунок у висоту за всі часи[86].

### Жовтень
- 27 вересня-6 жовтня відбувся чемпіонат світу з легкої атлетики в Досі. В медальному заліку Україна посіла 21 місце з двома срібними нагородами: Ярослава Магучіх була другою у стрибках у висоту, встановивши новий світовий рекорд серед юніорок (2,04)[87], а Марина Бех-Романчук була другою у стрибках у довжину (6,92)[88]. У командному заліку збірна України з 44-ма очками замкнула десятку найкращих команд світу.

## Померли
| Атлет/Тренер       | Специалізація      | Вік      | Дата        | Примітки |
| ------------------ | ------------------ | -------- | ----------- | -------- |
| Володимир Сіткін   | стрибки у висоту   | 84 роки  | січень      | [ 89 ]   |
| Віталій Чорнобай   | стрибки з жердиною | 89 років | 19 травня   | [ 90 ]   |
| Михайло Рурак      | спринт             | 67 років | 30 травня   | [ 91 ]   |
| Роман Вірастюк     | штовхання ядра     | 51 рік   | 27 липня    | [ 92 ]   |
| Володимир Бредихін | тренер             | 91 рік   | 21 жовтня   | [ 93 ]   |
| Юрій Горбаченко    | тренер             | 53 роки  | 4 листопада | [ 94 ]   |